# Досумов, Кусман Досумович
Кусман Досумович Досумов (род. 27 февраля 1950) — учёный и специалист в области катализа и охраны окружающей среды, педагог, доктор химических наук, профессор, общественный деятель, академик Казахстанской Национальной Академии Естественных наук, член Американского химического общества, ассоциированный член Королевского химического общества Великобритании и член Научного Совета по катализу ОХНМ Российской Академии наук.

## Биография
Родился 27 февраля 1950 года в селе Ушбиик Жарминского района Восточно-Казахстанской области.
С 1967 по 1972 год учился на химическом факультете Казахского государственного университета им. С. Кирова.
В 1981 году защитил кандидатскую диссертацию на тему «Исследование взаимодействия азотсодержащих газов с
рутениевыми катализаторами». В 1996 году защитил докторскую диссертацию на тему «Закономерности адсорбции и окисления SO2, аренов и регенерации нанесенных платиновых и палладиевых катализаторов» по специальности «химическая кинетика и катализ». Педагоги в области науки Герой Социалистического Труда, академик Д. В. Сокольский, академик Э. Д. Закумбаева, профессор Н. М. Попова

## Трудовая деятельность
1972—1977 — инженер Института органического катализа и электрохимии им. Д. В. Сокольского АН КазССР
1977—1979 — старший инженер ИОКЭ АН КазССР
1979—1984 — младший научный сотрудник ИОКЭ АН КазССР
1984—1993 — старший научный сотрудник ИОКЭ им. Д. В. Сокольского АН КазССР
1985—1991 — председатель профкома ИОКЭ им. Д. В. Сокольского АН КазССР
1993—1995 — ведущий научный сотрудник ИОКЭ им. Д. В. Сокольского
1995—1996 — заместитель директора по маркетингу и менеджменту ИОКЭ им. Д. В. Сокольского
1996—2006 — заместитель директора ИОКЭ им. Д. В. Сокольского по науке
2005—2006 — главный ученый секретарь Национальной Академии наук Республики Казахстан
2007—2008 — директор ДГП ИОКЭ им. Д. В. Сокольского
2008—2009 — генеральный директор РГП ИОКЭ им. Д. В. Сокольского
2009—2011 — президент АО ИОКЭ им. Д. В. Сокольского
2011 г. — по настоящее время профессор КазНУ им. Аль -Фараби
2011—2017 — пер.зам директора Центра физико-химических методов исследования и анализа КазНУ им. Аль-Фараби
2017 г. — по настоящее время заведующий лабораторией КазНУ им. Аль-Фараби

## Научная деятельность
Соавтор более 550 научных статей и получены более 20 патентов, предпатентов, инновационные патенты и авторские свидетельства. Им подготовлены 1 доктор химических наук, 2 — PhD доктора и 9 кандидатов химических
наук.

## Награды и звания
- Доктор химических наук (1996)
- Профессор (2000)
- Академик Казахской Национальной академии естественных наук (2011)
- Государственная научная стипендия НАН РК для ученых, внесших выдающийся вклад в развитие науки (1995—1996 г.г.)
- Георгиевская медаль IV степени Международной академии Рейтинга «Золотая Фортуна», Украина (2005)
- Юбилейная медаль «80 лет Казахский национальный университет имени Аль-Фараби» (2014)
- Нагрудный знак «За заслуги в развитии науки Республики Казахстан» (2015)